# Liste der Biografien/Beny
Liste der Biografien |
Portal Biografien |
Personensuche
# |
A |
B |
C |
D |
E |
F |
G |
H |
I |
J |
K |
L |
M |
N |
O |
P |
Q |
R |
S |
T |
U |
V |
W |
X |
Y |
Z |
?
 
Ba |
Be |
Bd |
Bg |
Bh |
Bi |
Bj |
Bl |
Bm |
Bn |
Bo |
Br |
Bs |
Bu |
Bw |
By |
Bz
 
Bea–Beb |
Bec |
Bed |
Bee |
Bef |
Beg |
Beh |
Bei |
Bej |
Bek |
Bel |
Bem |
Ben |
Beo |
Bep |
Beq |
Ber |
Bes |
Bet |
Beu |
Bev |
Bew |
Bex |
Bey |
Bez
 
Bena |
Benb |
Benc |
Bend |
Bene |
Benf |
Beng |
Benh |
Beni |
Benj |
Benk |
Benl |
Benm |
Benn |
Beno |
Benq |
Benr |
Bens |
Bent |
Benu |
Benv |
Benw |
Beny |
Benz
Die Liste der Biografien führt alle Personen auf, die in der deutschsprachigen Wikipedia einen Artikel haben. Dieses ist eine Teilliste mit 23 Einträgen von Personen, deren Namen mit den Buchstaben „Beny“ beginnt.

## Beny

### Benya
- Benya, Anton (1912–2001), österreichischer Gewerkschafter und Politiker (SPÖ)
- Benyache, Adem Abdelkader (* 2005), algerischer Sprinter
- Benyachou, Mohamed (* 1977), französisch-mauretanischer Fußballspieler
- Benyahia, Mohamed Seddik (1932–1982), algerischer Politiker und Diplomat
- Benyahia-Kouider, Odile (* 1966), französische Journalistin
- Benyahya, Yoan (* 1987), französischer Fußballspieler
- Benyakar, Chaim Jacob, Großrabbiner in Konstantinopel (1800–1835)
- Benyamin, Daniel (* 1979), deutscher Sänger, Songwriter und Komponist
- Benyamina, Houda (* 1980), französische Regisseurin und Drehbuchautorin
- Benyamina, Karim (* 1981), deutscher Fußballspieler
- Benyamina, Soufian (* 1990), deutscher FußballspielerSoufian Benyamina (* 1990)

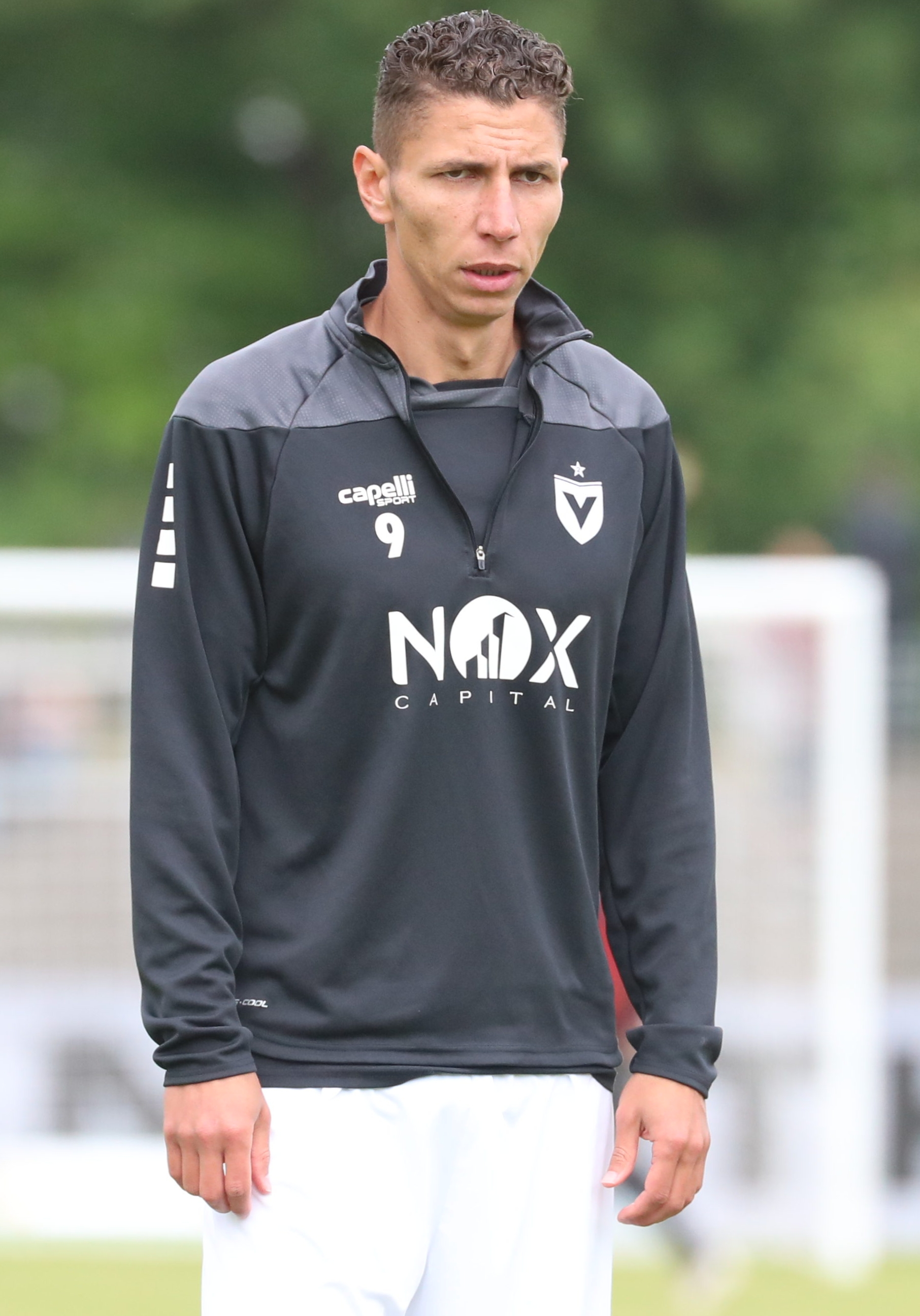
Soufian Benyamina (* 1990)

- Benyamine, David (* 1972), französischer Pokerspieler
- Benyamini, Itzhak (* 1968), israelitischer Hochschullehrer, Kultur- und Religionswissenschaftler, Autor, Dichter

### Benyo
- Benyoëtz, Elazar (* 1937), österreichisch-israelischer Aphoristiker und Lyriker
- Benyon, David (1954–2018), britischer Mathematiker, Informatiker und Hochschullehrer. Pionier auf dem Gebiet Mensch-Maschine-Interaktion (HCI).
- Benyon, Jimmy S., britischer Bahnradsportler
- Benyon, Margaret (1940–2016), britische bildende Künstlerin
- Benyon, Richard (* 1960), britischer Politiker (Conservative Party)
- Benyoub, Jonas (* 1994), norwegischer Rapper und Sänger
- Benyoucef, Abdellah (* 1987), algerischer Radrennfahrer
- Benyovszky, Karl (1886–1962), österreichischer Journalist und Historiker

### Benys
- Benýšek, Ladislav (* 1975), tschechischer Eishockeyspieler

### Benyu
- Benyu, Kundai (* 1997), englisch-simbabwischer Fußballspieler